# یواس‌ان‌اس واترتاون (تی-ای‌جی‌ام-۶)
یواس‌ان‌اس واترتاون (تی-ای‌جی‌ام-۶) (به انگلیسی: USNS Watertown (T-AGM-6)) یک کشتی بودe5' 3" بود. این کشتی در سال ۱۹۴۴ ساخته شد.